# Bill Parnell
Bill Parnell (eigentlich Comer William Parnell; * 14. Februar 1928 in Vancouver; † 6. September 2008) war ein kanadischer Mittelstreckenläufer.
Bei den Olympischen Spielen 1948 in London schied er über 800 und 1500 Meter im Vorlauf aus. 1950 siegte er bei den British Empire Games in Auckland im Meilenlauf und gewann Bronze über 880 Yards.
1952 erreichte er bei den Olympischen Spielen in Helsinki über 800 und 1500 Meter jeweils das Halbfinale. Bei den British Empire and Commonwealth Games 1954 in Vancouver wurde er Siebter über 880 Yards und schied über eine Meile im Vorlauf aus.
1948 wurde er Kanadischer Meister über 1500 m, 1951 über 880 Yards und eine Meile.

## Persönliche Bestzeiten
- 880 Yards: 1:51,5 min, 18. Juni 1949, Los Angeles (entspricht 1:50,8 min über 800 m)
- 1500 m: 3:52,4 min, 25. Juli 1952, Helsinki
- 1 Meile: 4:09,6 min, 16. Juni 1951, Seattle